# Помпадур, Леонар-Филибер де
Виконт Леонар-Филибер де Помпадур (фр. Léonard-Philibert de Pompadour; ум. 26 августа 1634) — французский генерал.

## Биография
Сын виконта Луи де Помпадура и Перонны де Ла-Гиш.
25 февраля 1619 сформировал в Лимузене роту из шестидесяти копий, а на следующий день пехотный полк Помпадура. 2 июня, по окончании волнений, полк был распущен. 28-го виконт получил должность государственного советника. 5 июля 1620 вновь набрал полк, с которым участвовал в атаке укреплений сторонников Марии Медичи при Пон-де-Се.
19 мая 1621, после отставки графа де Шомберга, был назначен генеральным нместником Верхнего и Нижнего Лимузена, принес присягу 1 июня и 8-го был принят Бордосским парламентом.
1 октября 1622 в лагере под Монпелье был произведен в кампмаршалы. Его полк был распущен после заключения мира с гугенотами 14 февраля 1623, но был снова сформирован 21 сентября 1627 для участия в осаде Ла-Рошели, где виконт им командовал. 31 марта 1631, по окончании войны за Мантуанское наследство, он снова был расформирован.
14 мая 1633 виконт де Помпадур был пожалован Людовиком XIII в рыцари орденов короля.

## Семья
1-я жена (7.07.1609): Маргерит де Монтгомери (ум. 1611), дочь и наследница графа Жака де Монтгомери и Альдонсы де Бернюи, дамы де Сессак, внучка Габриеля де Монтгомери. Умерла при родах
Сын:
- Габриель (1611), умер через четыре дня после рождения

2-я жена (контракт 16.09.1612): Маргерит де Роган-Гемене (14.03.1574—1618), дочь Луи VI де Рогана, принца де Гемене, и Леоноры де Роган-Жье, графини де Рошфор, вдова маркиза Шарля д'Эпине
3-я жена (1.04.1618): Мари Фабри (25.08.1601—4.09.1662), старшая дочь Жана Фабри, чрезвычайного военного казначея, и Франсуазы Бюатье, свояченница канцлера Пьера Сегье
Дети:
- Жан IV (ум. 1684), маркиз де Помпадур. Жена (1640): виконтесса Мари де Рошешуар (ум. 13.07.1666), дочь виконта Жана де Рошешуара и Франсуазы Эстюэр де Коссад
- Пьер (ум. 1710), барон де Треньяк, аббат Вижоля, приор Ла-Валета, прево Арнака
- Франсуа (ум. 1639), мальтийский рыцарь
- Франсуа, ум. малолетним
- Шарлотта (ум. 1644). Муж (22.02.1637): Шарль де Талейран (ум. 1643), маркиз д'Эксидёй, принц де Шале
- Эстер, монахиня-урсулинка в Тюле, затем аббатиса Сен-Бернар-де-Тюля
- Мари. Муж (15.02.1649): Франсуа Бушар д'Эспарбес де Люссан (ок. 1608—1683), граф д'Обтер
- Маргерит. Муж (7.11.1650): Рене де Претеваль, маркиз де Клер
- Жанна. Муж (1648): Анри де Сен-Марсьяль де Пюидеваль, маркиз де Конрос